# The Jazz Singer
The Jazz Singer (bra: O Cantor de Jazz) é um filme musical estadunidense de 1927, do gênero drama romântico, dirigido por Alan Crosland, estrelado por Al Jolson, e coestrelado por May McAvoy e Warner Oland. O roteiro de Alfred A. Cohn foi baseado na peça teatral homônima de 1925, de Samson Raphaelson, que teve o enredo adaptado do conto "The Day of Atonement" (1922), também de Raphaelson.
Esse foi o primeiro longa-metragem com falas e canto sincronizados em um disco de acetato — desde então, os filmes mudos foram perdendo a vez para os falados, que se tornaram a grande novidade. Jolson foi o primeiro ator a falar e cantar num filme, com sua voz gravada em seis músicas, todas utilizando trilha sonora sincronizada.
Na verdade, sempre existiu a fala e o canto no cinema, pois, em muitas das primeiras produções, os atores e atrizes cantavam escondidos atrás da tela enquanto a cena passava, como uma dublagem; e assim como muitos pianistas, que ficavam em frente da tela, improvisando, enquanto a projeção dos primeiros curtas continuava. Por isto, "The Jazz Singer" é considerado o primeiro filme sonoro, já que o som gravado tocava separadamente em um disco de acetato.
Em 1996, "The Jazz Singer" foi selecionado para preservação no National Film Registry, seleção filmográfica da Biblioteca do Congresso dos Estados Unidos, como sendo "culturalmente, historicamente ou esteticamente significativo".

## Sinopse
O cantor Jakie Rabinowitz (Al Jolson), desafiando as tradições de sua família judia tradicional, apresenta canções populares numa casa de diversões estadunidense. Depois de ser punido por seu pai, um cantor litúrgico de uma sinagoga que queria ver seu filho seguir seus passos, Jakie foge de casa. Anos depois, se torna um cantor de jazz de sucesso, mas sempre em conflito com suas relações familiares e herança cultural.

## Elenco
- Al Jolson como Jakie Rabinowitz / Jack Robin
  - Bobby Gordon como Jakie Rabinowitz (aos 13 anos)
- May McAvoy como Mary Dale
- Warner Oland como Cantor Rabinowitz
- Eugenie Besserer como Sara Rabinowitz
- Otto Lederer como Moisha Yudelson
- Richard Tucker como Harry Lee
- Joseff Rosenblatt como Ele mesmo
- Walter Rodgers como Homem da Maquiagem (não-creditado)
- Myrna Loy como Garota do Coro (não-creditada)

## Produção
Antes de escalar Al Jolson para o papel principal, a Warner Bros. tentou contratar George Jessel, o mesmo ator que interpretava o papel na peça teatral da Broadway, entretanto Jessel pediu um salário muito mais alto do que o esperado. Então, a Warner foi atrás de Eddie Cantor, que rejeitou o papel.
Segundo o historiador de cinema Donald Crafton, Al Jolson "cantou canções de menestréis em um blackface, alcançando o ápice de sua popularidade. Antecipando o sucesso de inúmeros cantores e estrelas do rock, Jolson eletrificou plateias, com a vitalidade e a sensualidade de suas canções, e sua gestualidade, que deveu muito a influência africana nos Estados Unidos".
O espetáculo de menestréis, no qual se fundamenta a interpretação musical de Jolson neste filme, é um tipo de teatro estadunidense de variedades que surgiu em 1830, onde alternadamente são apresentados dança, música, esquetes cômicas, atos variados, por atores brancos, de descendência europeia, com a cara pintada de tinta preta, personificando de forma caricata os negros americanos. Depois da guerra civil, os atores eram frequentemente pintados de preto. No espetáculo de menestréis, as pessoas negros eram retratadas como ignorantes, preguiçosas, supersticiosas, barulhentas e musicais. Existiu como um divertimento interpretado por atores profissionais até 1910, continuando de forma amadora até 1950. Em 1960, com as primeiras vitórias nas lutas pelos direitos humanos e contra o racismo nos Estados Unidos, esta forma perdeu totalmente a sua popularidade.
Em "The Jazz Singer", Al Jolson canta duas canções populares como seu personagem. Neste filme, outro famoso cantor, Joseff Rosenblatt, que interpreta a si mesmo, canta outra canção litúrgica. Como o adulto Jack Robin, Jolson canta outras seis canções, cinco canções de jazz, e recita o Kol Nidrei.
Este filme, que custou US$ 422.000, uma grande quantia para os padrões da Warner, foi um enorme sucesso público e comercial.

## Recepção
Como a maioria das salas de cinema ainda não estavam preparadas para a  projeção de filmes sonoros, o filme foi inicialmente exibido fora das grandes cidades em uma versão muda. Apenas no ano seguinte o filme foi exibido nacionalmente em sua versão falada e cantada.

## Debate crítico

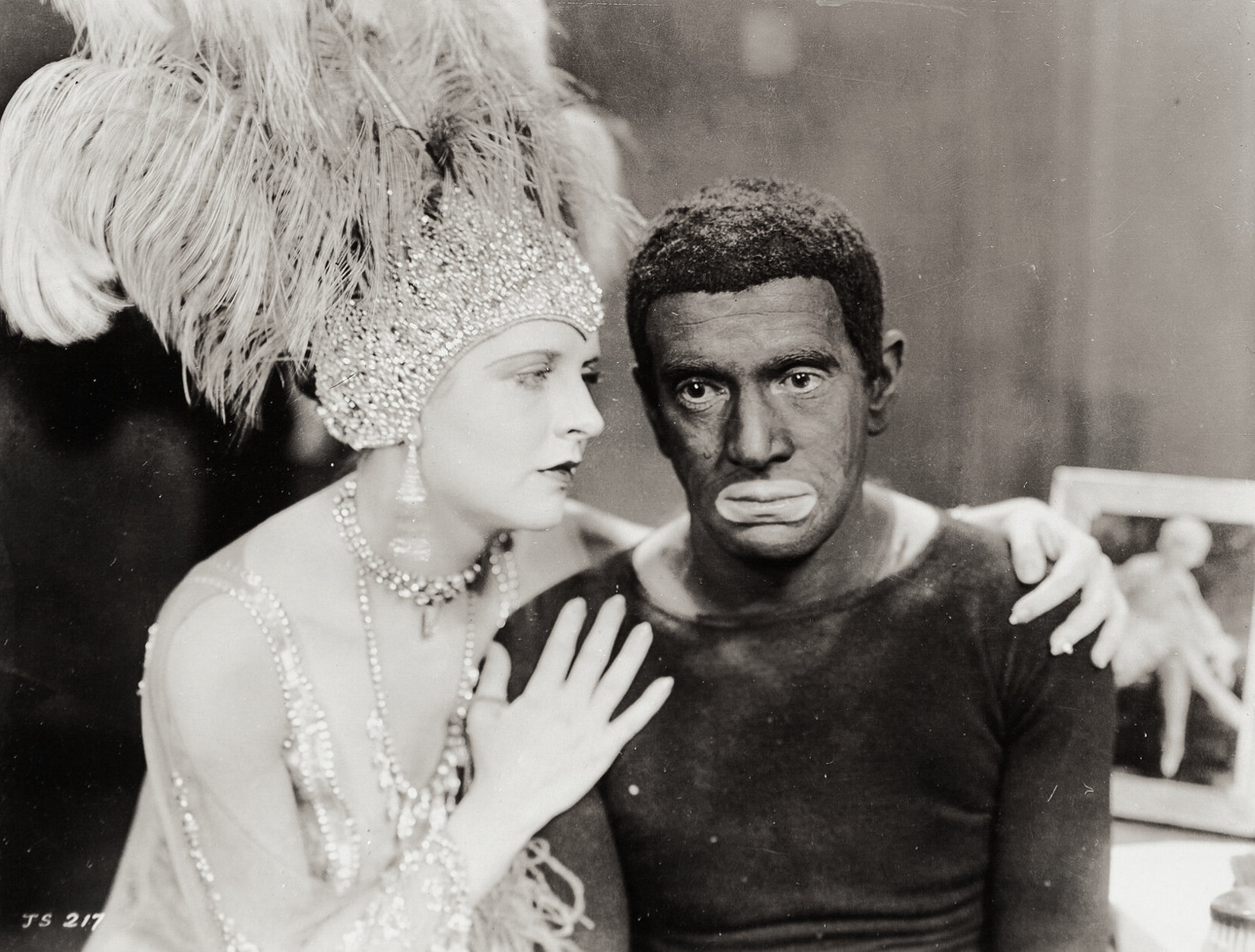
Mary (May McAvoy) e Jack (Jolson), preparando-se para um ensaio: a primeira cena com blackface.

O uso de blackface em Jack Robin – uma prática comum na época, que agora é amplamente condenada como racista – é o foco principal de muitos estudos relacionados ao filme. O papel crucial e incomum é descrito pelo pesquisador Corin Willis:
"Em contraste com as piadas e insinuações raciais trazidas em sua persistência subsequente nos primeiros filmes sonoros, o blackface utilizado em The Jazz Singer está no centro do tema do filme, e é uma exploração artística e expressiva da noção de duplicidade e hibridismo étnico dentro do que pode ser chamado de identidade estadunidense. Dos mais de setenta exemplos de rosto pintado nos primeiros filmes sonoros de 1927 a 1953 que eu vi (incluindo as nove aparições com blackface que Jolson fez posteriormente), The Jazz Singer é único e o único onde a face pintada de preto é central ao desenvolvimento narrativo e temático".

## Mídia doméstica
Em 2007, foi lançada uma edição do filme em DVD, contendo três discos. O material suplementar inclui o curta Vitaphone de Jolson, "A Plantation Act" (1926).

## Prêmios e homenagens
| Ano  | Cerimônia                                   | Categoria                    | Indicado               | Resultado   | Ref.          |
| ---- | ------------------------------------------- | ---------------------------- | ---------------------- | ----------- | ------------- |
| 1929 | Oscar                                       | Melhor roteiro adaptado      | Alfred A. Cohn         | Indicado    | [ 13 ] [ 14 ] |
| 1929 | Oscar                                       | Melhor engenharia de efeitos | Nugent Slaughter       | Indicado    | [ 13 ] [ 14 ] |
| 1929 | Oscar                                       | Prêmio honorário             | Warner Bros.           | Venceu      | [ 13 ] [ 14 ] |
| 1996 | National Film Preservation Board            | National Film Registry       | National Film Registry | Introduzido |               |
| 2019 | Online Film & Television Association Awards | Hall da Fama – Filmes        | Hall da Fama – Filmes  | Venceu      | [ 15 ]        |

O filme foi reconhecido pelo Instituto Americano de Cinema nas seguintes listas:
- 1998: 100 Anos...100 Filmes – #89[16]
- 2005: 100 Anos...100 Citações:
  - Jakie Rabinowitz / Jack Robin: "Wait a minute, wait a minute. You ain't heard nothin' yet!" ("Espere um minuto, espere um minuto. Você ainda não ouviu nada!") – #71[17]